# Taraira
Taraira est une municipalité située dans le département de Vaupés, en Colombie.